# ブラボス・デ・マルガリータ
ブラボス・デ・マルガリータ（Bravos de Margarita）は、ベネズエラのリーガ・ベネソラーナ・デ・ベイスボル・プロフェシオナルに加盟しているプロ野球チームである。本拠地は、ヌエバ・エスパルタ州マルガリータ島である。

## 歴史
1991年に創設された。この時は、「ペトロレーロス・デ・カビナス」としてプレーしていた。これは日本語で「カビナスの石油業者」という意味である。
1995年に「パストーラ・デ・オキシデンテ」に改名した。これは日本語で「西部の羊飼い」という意味である。
1997年に「パストーラ・デ・ロス・リャノス」に改名した。
2006年に保険会社の経営者のトビアス・カレーロが株式の70パーセントを取得してオーナーになる。
2007年に現在の「ブラボス・デ・マルガリータ」に改名した。
2014年からは元メジャーリーガーのヘンリー・ブランコが監督を務める。

## エピソード
- 名前の由来は「ヒナギクの勇者たち」である。ただし、ヒナギク（マルガリータ）はスペイン語圏の王族の女性に多い名前であり、「女王の勇者たち」の意味ともとれる。
- アンソアテギ州やその周辺の労働者階級および、農場主にファンが多い。
- NPBの東京ヤクルトスワローズに所属しているラスティングス・ミレッジが所属する球団としても知られている。

## 所属選手
| 投手 - 13 ルイス・セデーニョ (Luis Cedeño) - 16 グレディ・ゲラ (Geddy Guerra) - 20 アンソニー・オルテガ (Anthony Ortega) - 23 オマー・ポベダ (Poveda Omar) - 26 モイゼス・ヘルナンデス (Moisés Hernández) - 35 ルイス・ラミレス (Luis Ramírez) - 36 アンドレス・ペレス (Pérez Andrés) - 44 セルソ・ポランコ (Celson Polanco) - 46 ヘスス・イェペス (Jesús Yépez) - 49 オマー・ベンコモ (Omar Bencomo) - 52 マーセル・プラド (Marcel Prado) - 55 エリック・ベーガー (Eric Berger) - 56 ルイス・ペルドモ (Luis Perdomo) - 59 ジョナサン・ラモス (Jhonathan Ramos) - 60 シーザー・バルデス (César Valdez) - 62 ルイス・チリノス (Luis Chirinos) - 63 ウィルフレッド・ラミレス (Wilfredo Ramírez) - 66 マット・ネバレス (Matt Nevarez) | 捕手 - 9 マヌエル・ピーニャ (Manuel Piña) - 19 ジーン・カルロス・ボスカン (Jean Carlos Boscán) - 29 エリアス・ディアス (Elías Díaz) - 50 エリザー・アルフォンゾ (Eliézer Alfonzo) 内野手 - 1 ウィルマー・フローレス (Wilmer Flores) - 2 アダム・デュバル (Adam Duvall) - 3 ルイス・マザ (Luis Maza) - 4 カルロス・ペルドモ (Carlos Perdomo) - 8 アルベルト・ゴンザレス (Alberto González) - 15 ブレイビック・ヴァッレラ (Breyvic Valera) - 21 エウヘニオ・ディアス (Eugenio Díaz) - 57 ウィルソン・バティスタ (Wilson Batisua) - 43 カルロス・フレイ・ガルシア (Carlos Frey García) - 47 マリオ・マルティネス (Mario Martínez) 外野手 - 33 マリオ・イェペス (Mario Yépez) - 38 ヤフィ・ガルシア (Jaffe García) - 40 ユニオール・ソーサ (Junior Sosa) |
| 2015年1月7日更新 [公式サイト(スペイン語)より：ロースター ] | |